# 南阿蘇白川水源駅
南阿蘇白川水源駅（みなみあそしらかわすいげんえき）は、熊本県阿蘇郡南阿蘇村大字白川にある、南阿蘇鉄道高森線の駅である。

## 概要
地元・南阿蘇村の請願駅であり、建設費3,500万円は同村が全額負担した。白川水源の南側300 m付近に位置しており、従来白川水源の最寄り駅であった阿蘇白川駅よりも近い位置にあることで水源へのアクセスを改善することになるほか、地域住民の利便性向上が期待されている。

## 歴史
- 2011年（平成23年）6月：阿蘇白川 - 見晴台間に白川水源の最寄となる新駅設置を発表。
- 2012年（平成24年）
  - 3月17日：開業。
  - 7月22日：駅舎完成[3]。
- 2016年（平成28年）
  - 4月14日：熊本地震により全線運休[4]。
  - 7月31日：中松駅 - 高森駅間の運転再開に伴い当駅も営業再開[5][6]。

## 駅構造
単式ホーム1面1線を有する地上駅。併設する駅舎兼コミュニティ施設は開業から3ヵ月ほど遅れて2012年7月に完成、駅舎内では、喫茶店「倶梨伽羅」が入居・営業している。

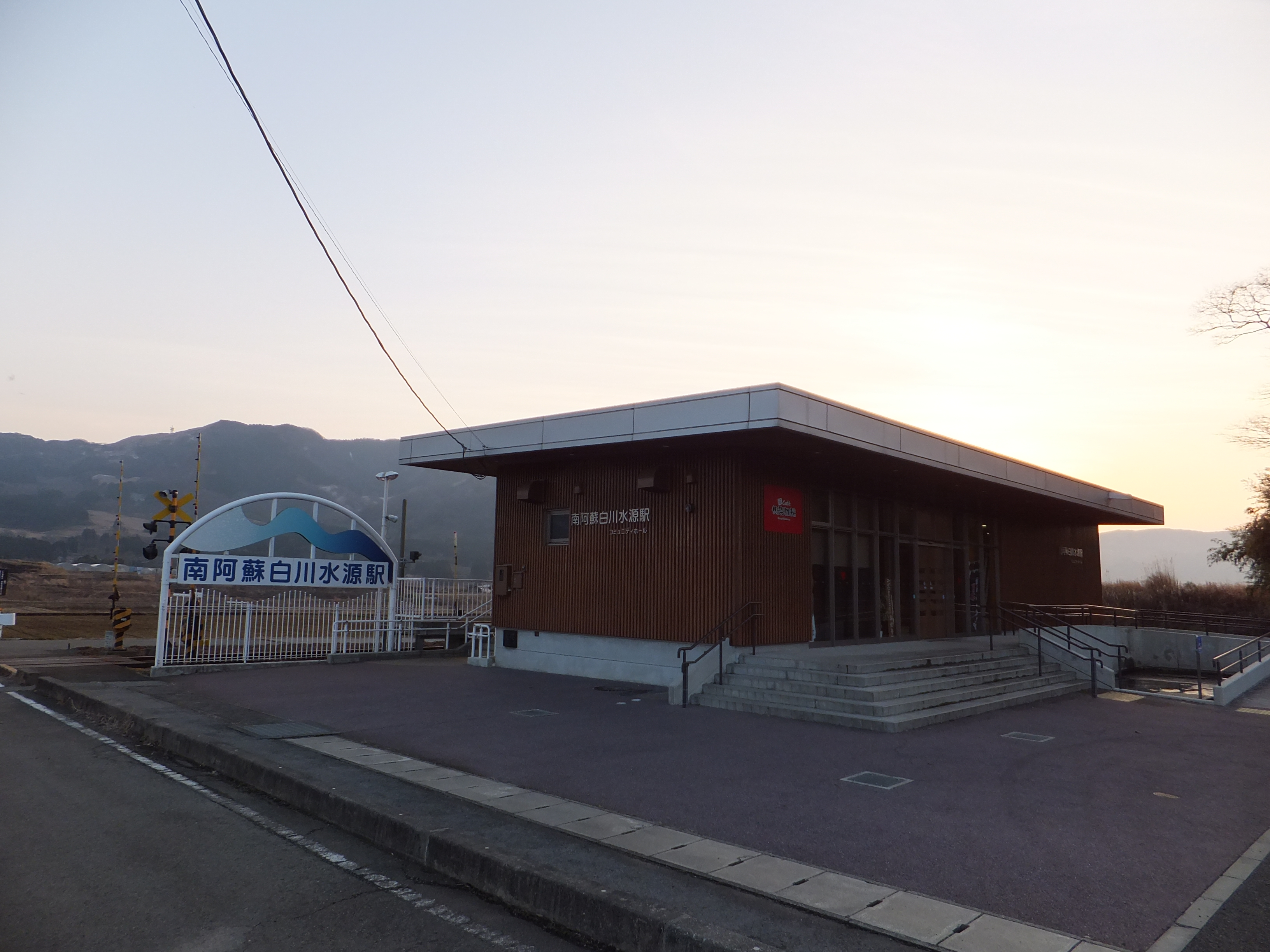
駅舎（2017年1月）
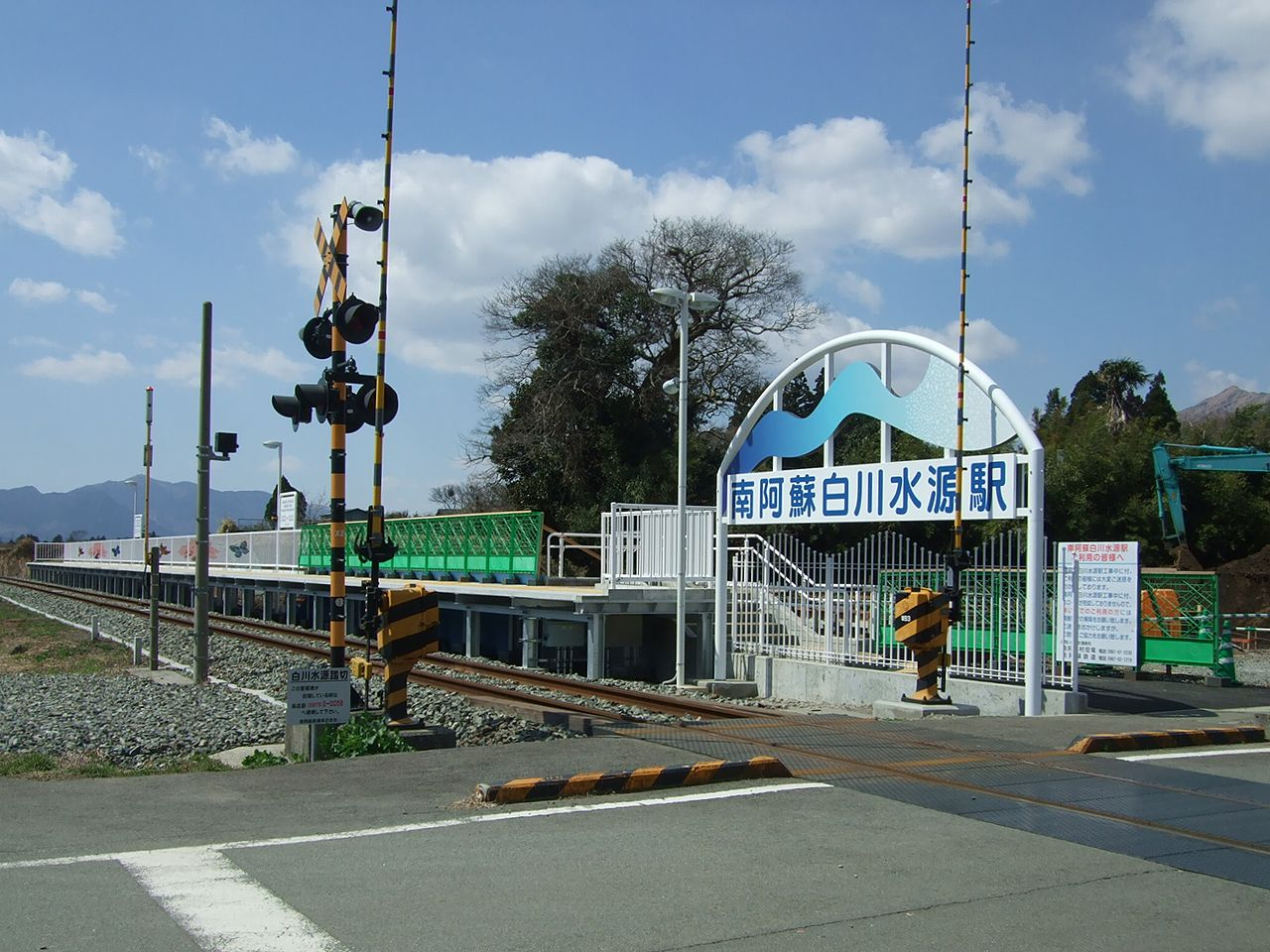
開業当初のホーム（2012年3月）

## 利用状況
| 年度   | 1日平均 乗車人員 | 1日平均 乗降人員 |
| ------ | ---------------- | ---------------- |
| 2012年 |                  | 24               |
| 2013年 |                  | 31               |
| 2014年 | 21               | 43               |
| 2015年 | 18               | 36               |

## 駅周辺
駅前を白川が流れている。駅の北東に白川水源と白川水源公園がある。

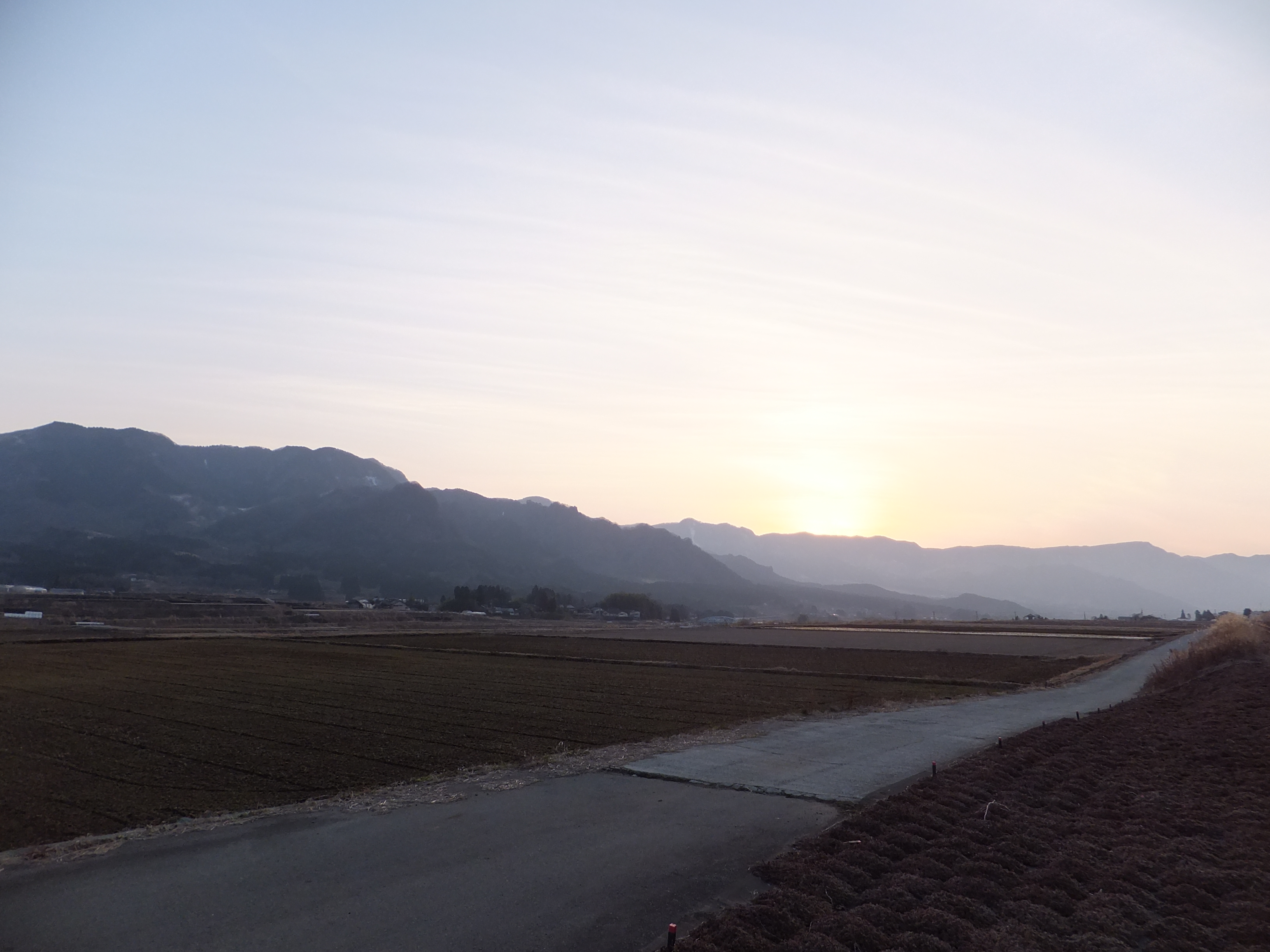
駅南西方面の風景
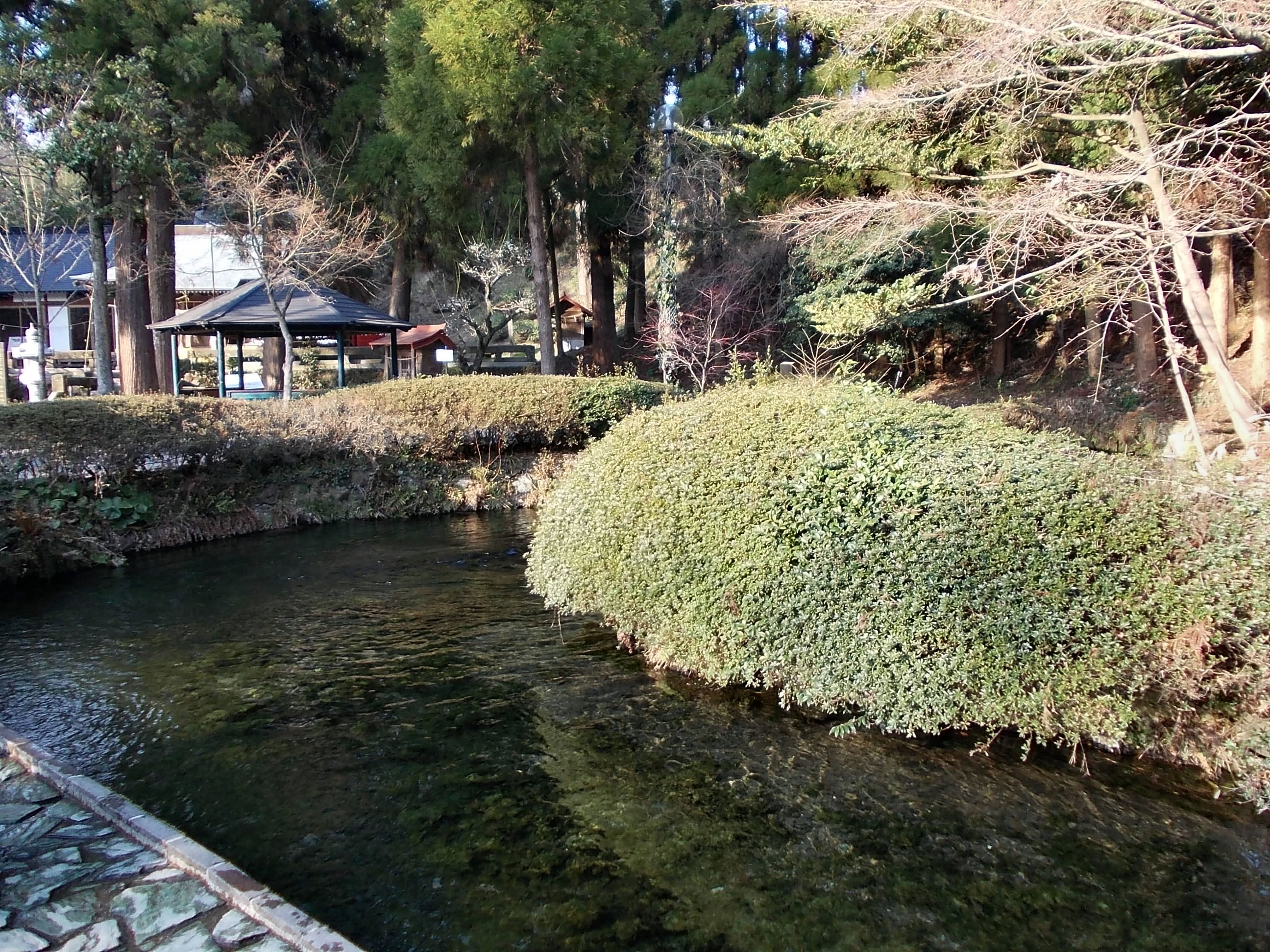
白川水源

### バス路線
- 産交バス
  - 白川水源前 - 駅から100メートル北側の旧国道（村道）上にある。    - ゆるっとバス（白水コース） -  高森中央行き / 立野駅（下田駅前経由）行き

## 隣の駅
南阿蘇鉄道
■高森線
阿蘇白川駅 - 南阿蘇白川水源駅 - 見晴台駅